# Black Gives Way to Blue
Albums de Alice in Chains
The Essential Alice in Chains
(2006) The Devil Put Dinosaurs Here
(2013)
Singles
1. A Looking In View
Sortie : 30 juin 2009
2. Check My Brain
Sortie : 17 août 2009
3. Your Decision
Sortie : 16 novembre 2009
4. Lesson Learned
Sortie : 22 juin 2010

Black Gives Way to Blue est le quatrième album studio du groupe de rock américain Alice in Chains, sorti le 29 septembre 2009. Il a été produit par Nick Raskulinecz et le groupe. C'est le premier album du groupe qui est sorti chez Virgin/EMI. En outre, il est également le premier album studio depuis 14 ans, et le premier album enregistré avec le nouveau chanteur William DuVall, qui a remplacé Layne Staley mort en avril 2002.

## Historique

### Contexte
Le chanteur Layne Staley succombe le 5 avril 2002 à une overdose, due au speedball,. Cet évènement conduit le groupe à suspendre toute activité indéfiniment. Le guitariste Jerry Cantrell met l'accent sur l'enregistrement d'un deuxième album solo, tandis que les autres membres du groupe se concentrent sur d'autres projets musicaux. Le bassiste Mike Inez travaille avec Black Label Society et Heart. En outre, il participe aux auditions pour devenir le nouveau bassiste de Metallica. En 2005, Seattle organise un concert de charité pour les victimes de tsunami qui a frappé l'Asie du Sud. Durant ce concert, le groupe se reforme pour la première fois avec Jerry Cantrell, Mike Inez et Sean Kinney. Le groupe sur scène est entouré de nombreux musiciens, dont Patrick Lachman, Maynard James Keenan et Ann Wilson. Le 10 mars 2006, les membres de l'équipe prennent part à une dizaine de concerts, organisée par la chaîne musicale américaine VH1. L'événement est dédié à la mémoire de musiciens décédés émanant de Seattle. Phil Anselmo, William DuVall et les sœurs Ann et Nancy Wilson du groupe Heart montent sur scène avec le groupe.
Dans une entrevue en février 2006, le batteur Sean Kinney déclare que le groupe est à la recherche d'un nouveau chanteur, mais pas sous le nom d'Alice in Chains : le groupe prévoit de changer le nom, tout en continuant de jouer le même style de musique.
Dans la même année, le chanteur William DuVall est invité à rejoindre le groupe en tant que chanteur permanent,.

### Enregistrement

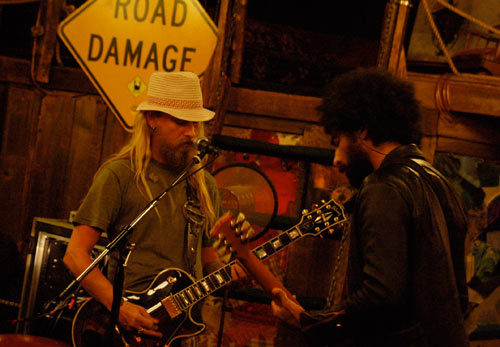
Jerry Cantrell et William DuVall

Les premières compositions de ce nouvel album débutent en 2006, peu de temps avant de prendre DuVall en tant que chanteur. Jusqu'à avril 2007, le groupe travaille sur les démos des nouvelles chansons. En octobre 2008, le groupe, qui n'a pas effectué de nouveaux développements sur les chansons, annonce qu’il commence à enregistrer avec le producteur Nick Raskulinecz.
Officiellement, le groupe commence à enregistrer le 23 octobre 2008, aux 606 studio à Northridge, en Californie. Le producteur de ce nouvel album est Nick Raskulinecz, connu pour son travail avec des groupes comme Death Angel, Foo Fighters, Rush, Stone Sour, Trivium et Shadows Fall. Mi-juin 2009, lors des Golden God Awards, le guitariste Jerry Cantrell déclare que le travail sur l'album a été officiellement terminé le 18 mars, qu’il est en processus de mixage et  que l'album est prévu pour le 29 septembre 2009. Les médias commencent à dévoiler des informations sur le nouvel album autour de la chanson-titre, mettant en vedette Elton John. Le mastering est effectué par Ted Jensen au Sterling Sound et le mixage par Randy Staub Henson.

### Musique et paroles
Musicalement, l'album voit le retour du groupe vers un son hard rock/heavy metal proche de Dirt et de Facelift contrairement à l'ambiance sombre et triste de leur troisième album et présente des pédales fuzz-grunge; certaines chansons ont aussi des sessions acoustiques qui rappellent les deux EP.
Les principaux thèmes abordés dans les textes écrits par Cantrell sont la référence au passé, et les relations interpersonnelles. Certaines chansons, cependant, reprennent leurs thèmes habituels : la dépression, l'isolement social, la solitude et la mort.

### Réception
Black Gives Way to Blue se classe à la 5e place du Billboard 200 aux États-Unis et est certifié disque d'or le 18 mai 2010 par RIAA pour la vente de 434 000 exemplaires.
L'album est également certifié disque d'or par la Canadian Recording Industry Association en février 2010 pour avoir été vendu à plus de 40 000 exemplaires, il se classe à la 4e place dans les charts canadiens. En France, il se classe à la 46e place des meilleures ventes de disques.
Les chansons Check My Brain et A Looking In View sont nommées respectivement en 2010 et 2011 dans la catégorie Meilleure prestation hard rock à la cérémonie des Grammy Awards.

## Liste des titres
Titres écrits et composés par Jerry Cantrell sauf indications.
1. All Secrets Known - 4:42
2. Check My Brain - 3:58
3. Last Of My Kind - 5:52  (J.Cantrell / William DuVall)
4. Your Decision - 4:43
5. A Looking In View - 7:07 (J. Cantrell/ William DuVall/ Mike Inez/ Sean Kinney)
6. When The Sun Rose Again - 4:00
7. Acid Bubble - 6:56
8. Lesson Learned - 4:16
9. Take Her Out - 4:00
10. Private Hell - 5:38
11. Black Gives Way To Blue - 3:03

## Musiciens
Alice In Chains
- Jerry Cantrell : guitares, guitare solo, chant principal, chœurs.
- Sean Kinney : batterie, percussions.
- Mike Inez : guitare basse, chœurs
- William DuVall : guitare rythmique, chant sur Last of My Kind, chœurs.

Musiciens additionnels
- Elton John : piano sur Black Gives Way to Blue.
- Lisa Coleman : vibraphone sur Black Gives Way to Blue.
- Chris Armstrong : tablas sur When The Sun Rose Again.

## Charts et certifications
| Pays             | Durée du classement | Meilleur classement |
| ---------------- | ------------------- | ------------------- |
| Allemagne        | 4 semaines          | 21e                 |
| Australie        | 4 semaines          | 12e                 |
| Autriche         | 3 semaines          | 14e                 |
| Belgique (W)     | 4 semaines          | 31e                 |
| Belgique (V)     | 5 semaines          | 26e                 |
| Canada           | -                   | 4e                  |
| Danemark         | 2 semaines          | 13e                 |
| Espagne          | 1 semaine           | 54e                 |
| États-Unis       | 32 semaines         | 5e                  |
| Finlande         | 4 semaines          | 11e                 |
| France           | 5 semaines          | 46e                 |
| Italie           | 4 semaines          | 32e                 |
| Norvège          | 3 semaines          | 9e                  |
| Nouvelle-Zélande | 3 semaines          | 7e                  |
| Pays-Bas         | 5 semaines          | 34e                 |
| Royaume-Uni      | 2 semaines          | 19e                 |
| Suède            | 3 semaines          | 20e                 |
| Suisse           | 5 semaines          | 21e                 |

| Pays       | Certification | Ventes    | Date       |
| ---------- | ------------- | --------- | ---------- |
| Canada     | Or            | 40 000 +  | 19/02/2010 |
| États-Unis | Or            | 500 000 + | 18/05/2010 |

### Singles
| Année | Single            | Chart                  | durée du classement | Position |
| ----- | ----------------- | ---------------------- | ------------------- | -------- |
| 2009  | A Looking in View | Mainstream Rock Tracks | 10 semaines         | 12e      |
| 2009  | A Looking in View | Alternative Songs      | 2 semaines          | 38e      |
| 2009  | Check My Brain    | Hot 100                | 4 semaines          | 92e      |
| 2009  | Check My Brain    | Rock Tracks            | 28 semaines         | 1er      |
| 2009  | Check My Brain    | Alternative Songs      | 20 semaines         | 1er      |
| 2009  | Check My Brain    | Radio Songs            | 5 semaines          | 71e      |
| 2009  | Check My Brain    | Canadian Hot 100       | 18 semaines         | 62e      |
| 2009  | Your Decision     | Rock Tracks            | 29 semaines         | 1er      |
| 2010  | Your Decision     | Bubbling under Hot 100 | 9 semaines          | 9e       |
| 2010  | Your Decision     | Alternative Songs      | 22 semaines         | 4e       |
| 2010  | Your Decision     | Canadian Hot 100       | 14 semaines         | 57e      |
| 2010  | Lesson Learned    | Rock Tracks            | 20 semaines         | 4e       |
| 2010  | Lesson Learned    | Alternative Songs      | 13 semaines         | 25e      |